# امپراتوری شهوت
امپراتوری شهوت (انگلیسی: Empire of Lust; کره‌ای: 순수의 시대) یک فیلم تاریخی محصول سال ۲۰۱۵ کره جنوبی با بازی شین ها کیون، جانگ هیوک، کانگ هان نا و کانگ ها نول است.